# Киїмбаєвський рудник
Киїмбаєвський рудник – гірничодобувне підприємство у Оренбурзькій області Росії.
Киїмбаєвське азбестове родовище відкрили ще в 1936 році, а проведені в 1952 – 1964 роках успішні геологорозвідувальні роботи дозволили прийняти рішення про спорудження тут Киїмбаєвського гірничо-збагачувального комбінату (наразі компанія «Оренбурзькі мінерали»). В 1978-му з кар’єра отримали першу руду, а на 1979 та 1980 роки припав запуск двох черг комбінату, що отримав чотири секції річною проектною потужністю по 125 тисяч тон хризотіл-азбесту. Вийти на проектний показник вдалось у 1986-му, а в 1988-му комбінат видав 560 тисяч тон головної продукції.
Потужність розкривних порід становить від 45 метрів. Відомо, що кар’єр досягнув глибини у 220 метрів (при цьому частина рудних тіл простежується до глибин у чотири сотні метрів).
Річна потужність кар’єру становить біля 10 млн тон руди. В 1996-му накопичений видобуток досягнув 100 млн тон руди, а в 2012-му цей показник перевищив 200 млн тон при випуску хризотил-азбесту на рівні 568 тисяч тон.